# Хун Бао
Хун Бао (кит. упр. 洪保, пиньинь Hong Bao) — евнух во времена царствования китайских императоров Юнлэ, Хунси и Сюаньдэ (первая треть XV в), неоднократно посылавшийся за рубеж с дипломатическими поручениями. Командовал одной из эскадр флота Чжэн Хэ и Ван Цзинхуна во время его седьмого плавания (1431—1433 гг). Под его командой эскадра посетила Бенгалию, Каликут и порты на западном берегу Аравийского моря (в Аравии и Африке).
В 1432 году, когда его флот был в Каликуте (южная Индия), Хун Бао командировал семь человек китайских мусульман из своего личного состава в Мекку и Медину, куда они добрались на местном (индийском?) судне и затем караванным путём. Один из них, переводчик Ма Хуань, написал об этом впоследствии главу в своей книге.
В июне 2010 года нанкинские археологи объявили, что обнаруженная на горе Цзутан на южной окраине города могила минской эпохи, оказалась могилой Хун Бао (а не самого Чжэн Хэ, как предполагалось ранее).